# Парашютная система космического корабля «Восток-1»
Парашютная система космического корабля Восток-1  — система спускаемого аппарата, обеспечившая безопасное парашютирование космонавта при первом полёте человека в космос.

## История

### Разработка
Парашютная система для первых советских космических кораблей разрабатывалась в Научно-исследовательском институте парашютостроения (руководитель работ — Ткачёв, Фёдор Дмитриевич).
Первым советским космическим кораблём, снабженной такой системой, был корабль «Спутник-5-1». По сигналу барометрических датчиков на высоте 10 км она вводилась в действие, а во время снижения до высоты 7-8 км крышка люка отстреливалась, и катапультировался контейнер с животными.
Система для корабля «Восток-1» имела вытяжной парашют площадью 1.5 квадратных метра (вводится на высоте около 7 километров), тормозной парашют площадью 18 квадратных метров (вводится на высоте 4 километров) и основной — площадью 574 квадратных метров (вводится на высоте 2.5 километров). Космонавт совершал посадку отдельно от СА.
Парашютная подготовка космонавтов осуществлялась в рамках Летно-испытательный комплекс НИИ парашютостроения, созданного в 1959 году.
Николай Петрович Каманин писал:

По парашютной системе дополнительно проведено три успешных катапультирования испытателей с самолёта Ил-28, катапультирование на Земле из шара и сброс шара с высоты 5 метров. Все испытания прошли хорошо 

### Восток-1
12 апреля 1961 года Юрий Алексеевич Гагарин совершил первый в истории полет в космос.
В 10:42 при скорости около 210 метров в секунду и на высоте 7 километров по сигналу произошло катапультирование. При этом был потерян НАЗ (носимый аварийный запас). Через полсекунды вводился в действие тормозной парашют, обеспечивший спуск до высоты около 4 км. На этой высоте раскрывался основной парашют, который вывел космонавта из кресла. На высоте 3 километров раскрылся запасной парашют.